# 도마단
도마단(刀馬旦, Peking Opera Blues)은 홍콩에서 제작된 서극 감독의 1986년 액션, 코미디, 드라마 영화이다. 임청하 등이 주연으로 출연하였고 서극 등이 제작에 참여하였다.

## 출연

### 주연
- 임청하
- 중추훙
- 예첸원

### 조연
- 우마
- 증강
- 정호남

## 제작진
- 출품인: 종진
- 미술: 하검성
- 미술: 위계신